# Elatostema goudotianum
Elatostema goudotianum är en nässelväxtart som beskrevs av Hugh Algernon Weddell. Elatostema goudotianum ingår i släktet Elatostema och familjen nässelväxter.

## Underarter
Arten delas in i följande underarter:
- E. g. afrikanum
- E. g. bemarivense
- E. g. coursii
- E. g. hildebrandtii
- E. g. lemoinei
- E. g. maevaranense
- E. g. manongarivense
- E. g. papangae
- E. g. tsaratananae
- E. g. weddellii